# 路德维克·佩韦尔滕斯泰恩
路德维克·佩韦尔滕斯泰恩（波蘭語：Ludwik Wertenstein，1887年4月16日—1945年1月18日）是一位波兰物理学家，出生于华沙，逝世于布达佩斯，是玛丽·居里的学生，学成后返回波兰，是波兰原子核物理学的先驱。